# Idionannus elegantulus
Idionannus elegantulus är en insektsart som beskrevs av Rauno E. Linnavuori 1956. Idionannus elegantulus ingår i släktet Idionannus och familjen dvärgstritar. Inga underarter finns listade i Catalogue of Life.